# Shiryu Fujiwara
Shiryu Fujiwara (født 23. september 2000) er en japansk fodboldspiller, som spiller for den japanske fodboldklub Tokushima Vortis.